# Pierre Leveille
Pierre Leveille, född 19 februari 1962, är en friidrottare från Kanada. Han deltog vid olympiska sommarspelen 1984.